# Kate (Film)
Kate ist ein US-amerikanischer Action-Thriller aus dem Jahr 2021. Die Hauptrollen spielen Mary Elizabeth Winstead, Miku Martineau und Woody Harrelson. Premiere feierte der Film am 10. September 2021 auf Netflix.

## Handlung
Als Waisenkind wurde die junge Kate von Varrick aufgenommen und zu einer Auftragskillerin ausgebildet. Nach einem Date erleidet sie Schwindelgefühle und nach einem Krankenhaus-Aufenthalt wird ihr eine Vergiftung diagnostiziert, ihre Lebenszeit sei nur noch ein Tag. Sie kann ihr vermeintliches Date namens Stephen ausfindig machen und dort erfährt sie den Auftraggeber des Mordanschlags. Sie bricht in ein Restaurant ein und überwältigt zahlreiche Gangster und erfährt von dem Yakuza-Boss Kijima. Kate nimmt Kijimas Nichte Ani als Geisel, diese entwickelt jedoch freundschaftliche Gefühle zu ihr. Nachdem klar wurde, dass ihr ehemaliger Mentor Varrick eine Intrige gegen Kate plante, kommt es zum Showdown, bei dem Varrick von Kate erschossen wird. Die angeschossene Kate bricht schließlich zusammen und stirbt in Anis Armen.

## Synchronisation
| Rolle       | Schauspieler            | Synchronsprecher       |
| ----------- | ----------------------- | ---------------------- |
| Kate        | Mary Elizabeth Winstead | Katharina Schwarzmaier |
| Varrick     | Woody Harrelson         | Thomas Nero Wolff      |
| Ani         | Miku Patricia Martineau | Emilia Raschewski      |
| Jojimi      | Miyavi                  | Imme Aldag             |
| Kanako      | Mari Yamamoto           | Christina Wöllner      |
| Sato        | Koji Nishiyama          | Matthias Friedrich     |
| Kijima      | Jun Kunimura            | Andreas Conrad         |
| Kenji       | Tadanobu Asano          | Bernd Egger            |
| Shinzo      | Kazuya Tanabe           | Stefan Bräuler         |
| Kate (jung) | Gemma Brooke Allen      | Hedda Erlebach         |
| Stephen     | Michiel Huisman         | Georgios Tzitzikos     |

## Kritik
Oliver Armknecht von film-rezensionen.de gibt eine mittlere Wertung: „Eine Auftragskillerin wird vergiftet und will sich an ihrem Mörder rächen, bevor es zu spät ist: „Kate“ ist eine nette Alternative zu den üblichen Rachethrillern, welche vor allem von den Schauplätzen und der guten Choreografie profitiert. Inhaltlich darf man hingegen nichts erwarten. Die Geschichte gibt ebenso wenig her wie die Figuren.“

## Trivia
In einer Club-Szene hat die japanische Hardrock-Band Band-Maid einen Auftritt. Sie liefert auch die Musik für eine Autoverfolgungsjagd.